# Kostel Sainte-Geneviève des Grandes Carrières
Kostel Sainte-Geneviève des Grandes Carrières (doslovně svaté Jenovéfy z Velkých lomů) je katolický farní kostel v 18. obvodu v Paříži, v ulici Rue Championnet. Kostel je zasvěcen patronce Paříže svaté Jenovéfě a pojmenován podle čtvrti Grandes-Carrières.

## Historie
Stavba kostela byla zahájena v roce 1888, ale farnost byla zřízena až 9. února 1907 dekretem pařížského arcibiskupa kardinála Richarda. V letech 1908-1910 byl kostel rozšířen o boční lodě a zvonici.
Varhany vytvořil v roce 1890 Aristide Cavaillé-Coll. V roce 1910 je upravil Charles Mutin.